# Talina

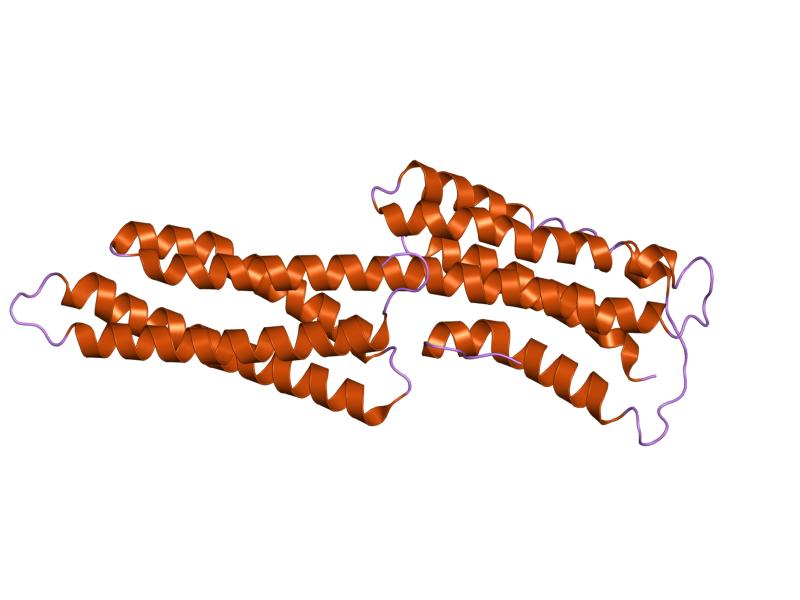
Representación de la estructura molecular de la proteína registrada con código 1rkc.

Talina es una proteína de alto peso molecular citoesquelético, una proteína concentrada en regiones de célula –sustratum y, en linfocitos, en contactos célula–célula.  Descubierto en 1983 por Keith Burridge y colegas, la talina es una proteína ubicua citosólica encontrado en concentraciones altas en adhesiones focales.  Es capaz de enlazar integrinas al citoesqueleto de actina tanto directamente o indirectamente por interaccionar con la vinculina y alfa-actinina.
Además, la talina-1 impulsa el mecanismo de extravasación a través de microvasculatura humana modificada en sistemas microfluídicos. La talina-1 está involucrado en cada parte de la extravasación que afecta a la adhesión, la migración trans-endotelial y las etapas de invasión.

## Estructura
La secuencia de consenso para vincular los sitios obligatorios es LxxAAxxVAxxVxxLIxxA, con una predicción de estructura secundaria de cuatro hélices anfipáticas. Los residuos hidrofóbicos que define el VBS se enmascara y encerrado en el núcleo de una serie de paquetes helicoidales que hace una varilla de talina.

## Activación de la integrina αIIbβ3
Una estructura–análisis de función se informó recientemente que proporciona un modelo estructural cogente para explicar una activación talin-dependiente integrina en tres pasos:
1. El dominio talin F3 (representación de superficie; coloreado por carga) liberado de sus interacciones autoinhibitorias en la proteína de longitud plena, se vuelve disponible para la unión a la integrina.
2. F3 compromete la membrana-distal parte de la cola β3-integrina (en rojo), el cual deviene ordenado, pero las inetracciones α–β integrina controlan la integrina en una conformación de baja afinidad y queda intacto.
3. En un paso subsiguiente, F3 compromete la membrana-porción proximal de la cola β3 mientras mantiene sus interacciones membrana –distal.

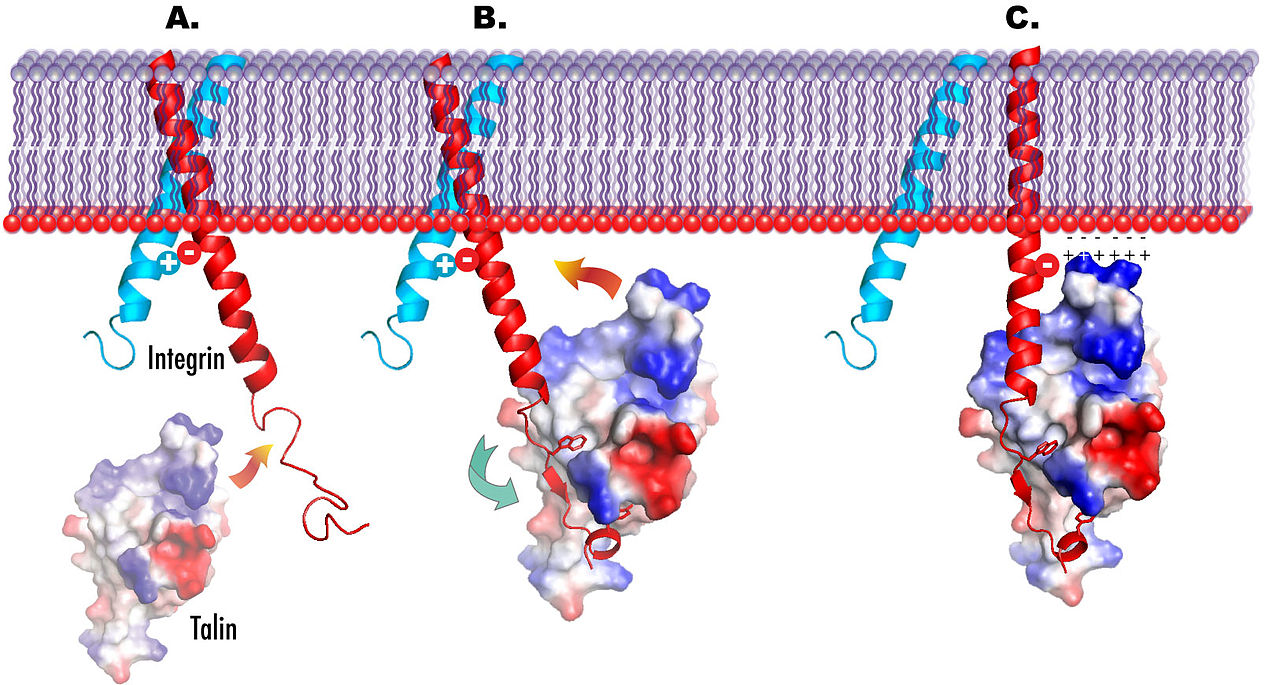
Unión de Talina a Integrina

## Proteínas humanas que contienen este dominio
TLN1;      TLN2;